# یواس‌اس آوستردیک (آی‌دی-۲۵۸۶)
یواس‌اس آوستردیک (آی‌دی-۲۵۸۶) (به انگلیسی: USS Oosterdijk (ID-2586)) یک کشتی بود که طول آن ۴۵۰ فوت ۴ اینچ (۱۳۷٫۲۶ متر) بود. این کشتی در سال ۱۹۱۳ ساخته شد.